# Верхаг, Паул
Па́ул Верха́г (нидерл. Paul Verhaegh; род. 1 сентября 1983, Кроненберг, Лимбург) — нидерландский футболист, игравший на позиции крайнего защитника.
В составе сборной Нидерландов сыграл три матча. Бронзовый призёр чемпионата мира 2014 года.

## Клубная карьера
Верхаг начал играть в футбол в молодёжных командах клубов «ВВВ-Венло» и ПСВ. В 2003 году Верхаг стал игроком основной команды ПСВ, однако, так и не сыграв ни одного матча за неё, перешёл на правах аренды в АГОВВ, в котором провёл весь следующий сезон, сыграв в 33 матчах.
После этого он на правах свободного агента стал игроком клуба «Ден Босх», за который провёл 32 матча в чемпионате Нидерландов. Однако его команда вылетела из чемпионата, и в следующем сезоне Верхаг провёл 24 матча в Первый дивизионе. В начале 2006 года Верхаг перешёл в «Витесс». Большую часть времени, проведённого в составе команды, был основным защитником команды. 21 июля 2008 года Верхаг подписал новый контракт с клубом до середины 2011 года. Незадолго до этого он был назначен новым капитаном «Витесса». По окончании сезона 2008/2009 он был признан болельщиками команды лучшим игроком года.
Спустя четыре года он покинул «Витесс» и 27 мая 2010 года подписал двухлетний контракт с «Аугсбургом». В первом же сезоне, сыграв в 30 матчах чемпионата, Верхаг помог команде занять второе место в Второй Бундеслиге и выйти в чемпионат Германии. В начале 2012 года был назначен новым капитаном клуба после ухода Уве Мёрле. В сезоне 2014/15 он занял с «Аугсбургом» пятое место в чемпионате и получил право на участие в Лиге Европы. 11 декабря 2015 года он забил свой первый гол в Лиге Европы в матче против «Партизана». Команда вышла в раунд плей-офф, где проиграла «Ливерпулю». В сезоне 2016/17 провёл 31 матч в чемпионате Германии, забил три гола (все — с пенальти) и отдал две голевые передачи.
7 августа 2017 года игрок перешел в «Вольфсбург». Контракт 33-летнего нидерландского футболиста с «волками» рассчитан на два года, он взял в новой команде 3-й номер. В апреле 2019 года было объявлено, что Верхаг покинул клуб.
5 июня 2019 года нидерландский клуб «Твенте» объявил, что Верхаг подпишет годовой контракт с клубом после медицинского обследования.

## Карьера в сборной
В 2006—2007 годах Верхаг выступал за молодёжную сборную Нидерландов, которая выиграла в финале Чемпионата Европы среди молодёжных команд 2006 у Украины со счётом 3:0. Сам футболист сыграл в двух матчах турнира.
Он дебютировал за сборную в товарищеском матче против сборной Португалии 15 августа 2013, который закончился со счётом 1:1. В 2014 году Верхаг был включён в окончательную заявку сборной на Чемпионат мира в Бразилии. Он вышел на поле только один раз, выйдя в стартовом составе в матче против Мексики (2:1) и отыграв 56 минут. Сборная Нидерландов выиграла в матче за третье место у Бразилии со счётом 3:0.

## Статистика
| Клубные данные   | Клубные данные   | Клубные данные    | Лига | Лига | Кубок | Кубок | Итого | Итого |
| Сезон            | Клуб             | Лига              | Игры | Голы | Игры  | Голы  | Игры  | Голы  |
| Нидерланды       | Нидерланды       | Нидерланды        | Лига | Лига | Кубок | Кубок | Итого | Итого |
| ---------------- | ---------------- | ----------------- | ---- | ---- | ----- | ----- | ----- | ----- |
| 2003/2004        | АГОВВ (аренда)   | Первый дивизион   | 33   | 1    | 0     | 0     | 33    | 1     |
| 2004/2005        | Ден Босх         | Эредивизи         | 32   | 0    | 0     | 0     | 32    | 0     |
| 2005/2006        | Ден Босх         | Первый дивизион   | 24   | 4    | 0     | 0     | 24    | 4     |
| 2005/2006        | Витесс           | Эредивизи         | 12   | 0    | 0     | 0     | 12    | 0     |
| 2006/2007        | Витесс           | Эредивизи         | 32   | 2    | 0     | 0     | 32    | 2     |
| 2007/2008        | Витесс           | Эредивизи         | 33   | 0    | 0     | 0     | 33    | 0     |
| 2008/2009        | Витесс           | Эредивизи         | 31   | 2    | 0     | 0     | 31    | 2     |
| 2009/2010        | Витесс           | Эредивизи         | 30   | 2    | 1     | 0     | 31    | 2     |
| Германия         | Германия         | Германия          | Лига | Лига | Кубок | Кубок | Итого | Итого |
| 2010/2011        | Аугсбург         | Вторая Бундеслига | 30   | 1    | 3     | 0     | 33    | 1     |
| 2011/2012        | Аугсбург         | Бундеслига        | 26   | 1    | 3     | 1     | 29    | 2     |
| 2012/2013        | Аугсбург         | Бундеслига        | 17   | 0    | 1     | 0     | 18    | 0     |
| 2013/2014        | Аугсбург         | Бундеслига        | 30   | 3    | 3     | 0     | 33    | 3     |
| 2014/2015        | Аугсбург         | Бундеслига        | 27   | 6    | 1     | 0     | 28    | 6     |
| 2015/2016        | Аугсбург         | Бундеслига        | 25   | 6    | 2     | 0     | 27    | 6     |
| 2016/2017        | Аугсбург         | Бундеслига        | 31   | 3    | 0     | 0     | 31    | 3     |
| 2017/2018        | Вольфсбург       | Бундеслига        | 0    | 0    | 0     | 0     | 0     | 0     |
| Итого            | Нидерланды       | Нидерланды        | 227  | 11   | 1     | 0     | 228   | 11    |
| Итого            | Германия         | Германия          | 186  | 20   | 13    | 1     | 199   | 21    |
| Итого за карьеру | Итого за карьеру | Итого за карьеру  | 413  | 31   | 14    | 1     | 427   | 32    |

Статистика приведена на 9 августа 2017.

### Карьера в сборной
| Нидерланды | Нидерланды | Нидерланды |
| Год        | Игры       | Голы       |
| ---------- | ---------- | ---------- |
| 2013       | 1          | 0          |
| 2014       | 2          | 0          |
| Итого      | 3          | 0          |

Статистика приведена на 30 июня 2014.

### Матчи Верхага за сборную Нидерландов
| Матчи Верхага за сборную Нидерландов | Матчи Верхага за сборную Нидерландов | Матчи Верхага за сборную Нидерландов | Матчи Верхага за сборную Нидерландов | Матчи Верхага за сборную Нидерландов | Матчи Верхага за сборную Нидерландов |
| ------------------------------------ | ------------------------------------ | ------------------------------------ | ------------------------------------ | ------------------------------------ | ------------------------------------ |
| №                                    | Дата                                 | Соперник                             | Счёт                                 | Голы Верхага                         | Соревнование                         |
| 1                                    | 14 августа 2013                      | Португалия                           | 1:1                                  | —                                    | Товарищеский матч                    |
| 2                                    | 17 мая 2014                          | Эквадор                              | 1:1                                  | —                                    | Товарищеский матч                    |
| 3                                    | 29 июня 2014                         | Мексика                              | 2:1                                  | —                                    | Чемпионат мира 2014                  |

Итого: 3 матча / 0 голов; 1 победа, 2 ничьи, 0 поражений.

## Достижения
Сборная Нидерландов
- Бронзовый призёр чемпионата мира 2014